# I am/innocence
I am/innocence(아이앰/이노센스, アイ アム/イノセンス 아이 아무 이노센스[*])는 2001년 10월 24일에 발매된, 히토미의 스물두 번째 싱글이다.

## 해설
- 첫 양A면 싱글이다. 〈I am〉은 TV 애니메이션 《이누야샤》의 여는 곡으로 사용됐으며, 본인의 첫 애니메이션 음악이 됐다. 애니메이션에서 사용된 버전에서는 보컬 어레인지와 모두 약간의 차이가 있다. 《이누야샤》의 사운드트랙에 TV 사이즈로 전체 길이의 버전과 함께 수록되어 있다.
- 프로모션 비디오로는 〈innocence〉만 만들어졌다.
- 본작 자켓에는 히토미가 원숭이와 함께 피로하며, 상기의 PV에는 침팬지와 함께 출연.

## 수록곡
전체 작사: 히토미. 전체 작곡: 키타노 마사토
전체 편곡: 와타나베 젠타로
| #  | 제목                         | 재생 시간 |
| -- | ---------------------------- | --------- |
| 1. | 〈I am〉                     |           |
| 2. | 〈innocence〉                |           |
| 3. | 〈I am [w.w. mix]〉          |           |
| 4. | 〈I am〉 (instrumental)      |           |
| 5. | 〈innocence〉 (instrumental) |           |

## 미디어에서의 사용
I am
YTV · NTV 계열 애니메이션 《이누야샤》 여는 곡
innocence
미쓰비시 전기 디지털 무버 D503iS HYPER 광고 음악
CX 계열 《베를린 마라톤》 이미지 송
| TV 애니메이션 《이누야샤》 여는 곡 2001년 7월 16일 (35화) ~ 2002년 3월 18일 (64화) |                 |                                             |
| 이전 곡: V6 〈CHANGE THE WORLD〉                                                   | 히토미 〈I am〉 | 다음 곡: 아이카와 나나세 〈끝나지 않는 꿈〉 |